# Федьковичі
Федьковичі (біл. Федзькавічы) — село в Білорусі, у Жабинківському районі Берестейської області. Орган місцевого самоврядування — Рокитницька сільська рада.

## Історія
У 1926 році мешканці села зверталися до польської влади з проханням відкрити українську школу.

## Населення
За переписом населення Білорусі 2009 року чисельність населення села становила 183 особи.

## Люди
В селі народився Трофимук Андрій Олексійович (1911—1999) — російський і радянський геолог.